# Crespell d'avet
El crespell d'avet (Bondarzewia mesenterica) és una espècie de fong de l'ordre dels russulals (Russulales). És un crespell de soca que creix sobre rels o soques de coníferes, primordialment d'avet.

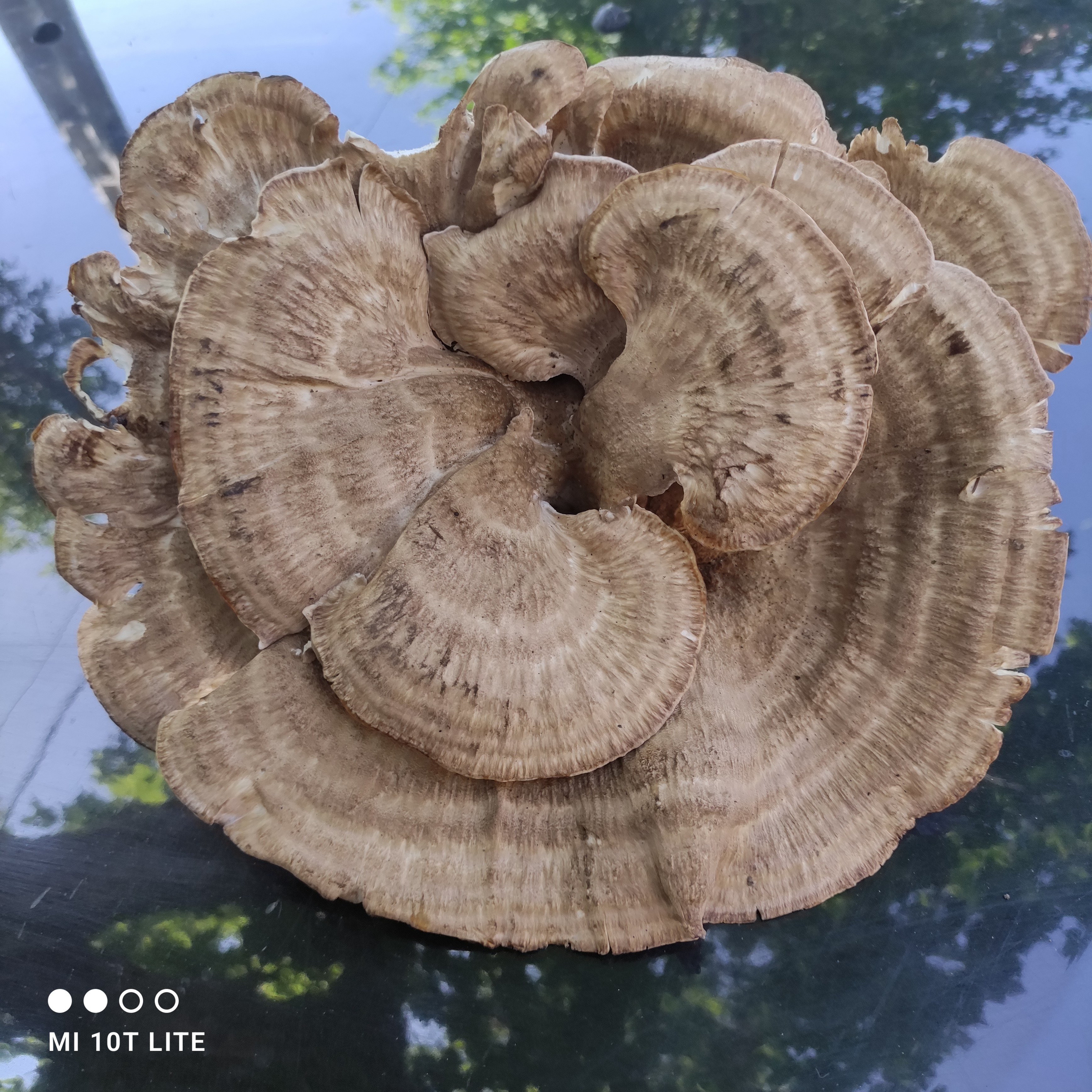
Crespell d'avet (Bondarzewia mesenterica), de la collada de Toses, 1900 msm.

## Taxonomia
Espècie va ser descrita per primera vegada l'any 1774 per Jacob Christian Schäffer i en publicà imatge. Kreisel, l'any 1984, va combinar-la al gènere Bondarzewia.

## Descripció

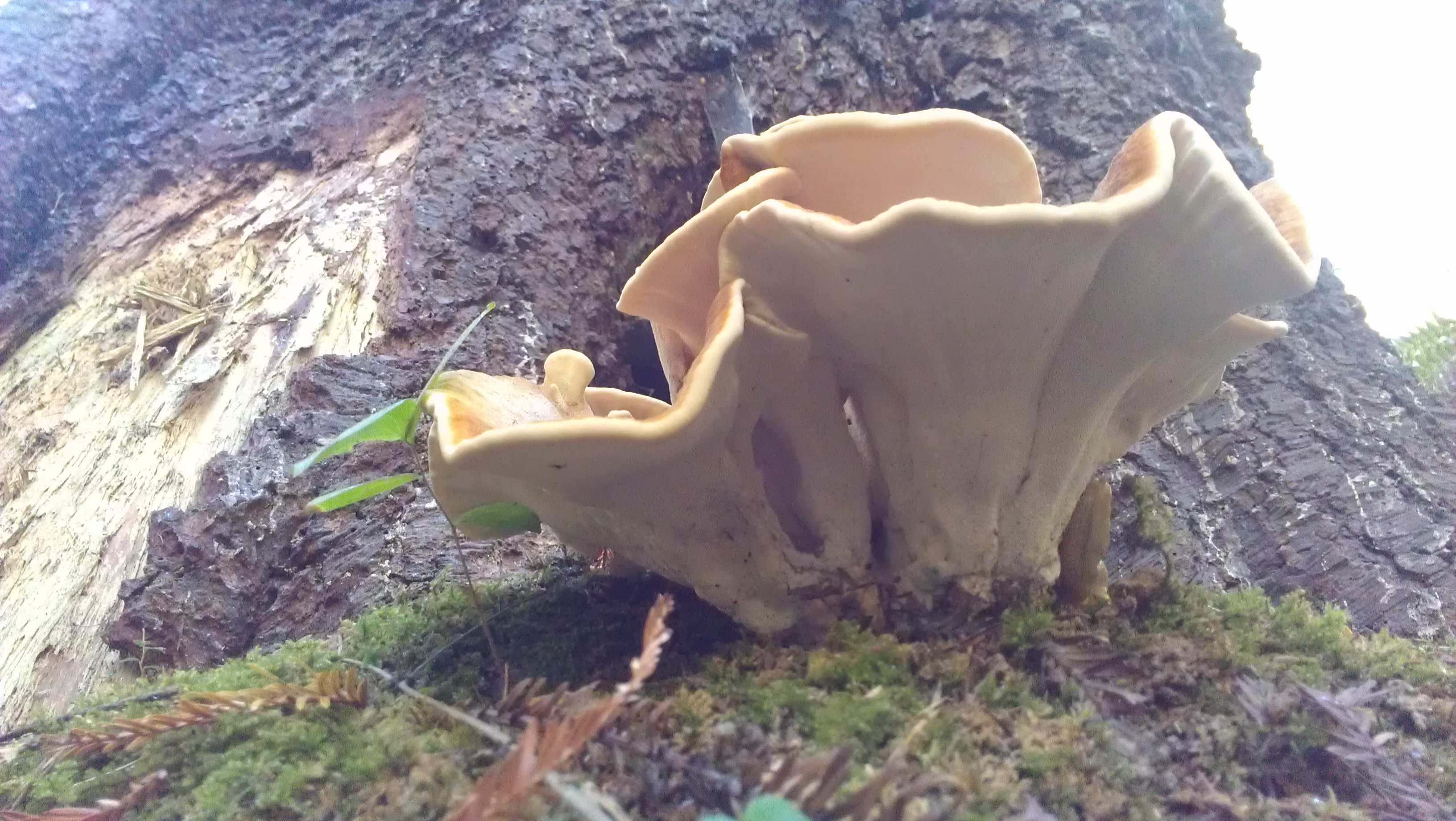
Revers del crespell d'avet (Bondarzewia mesenterica)

Bolet gran, carnós, de carn flexible.
Barrets de color bru grisenc pàl·lid a bru vermellós, constituït per nombrosos barrets imbricats en forma de ventall que neixen d'un peu comú.Superfície dels barrets finament vellutada i zonada.
Revers és de blanc a crema, amb porus angulars i flocosos, de 1-3 mm de diàmetre.
Carn ferma, fibrosa, blanca.

## Hàbitat
Creix en l'estatge montà dels Pirineus, sobre la rel, soca o la base d'un arbre viu, sempre de coníferes i, probablement, només d'avet.

## Distribució
Típica d'Europa central, s'ha localitzat al Pirineu, rara (Sant Joan de l'Erm, Espot, Val d'Aran i Cerdanya).

## Identificació
Es pot confondre amb el crespell de faig, gírgola gegant, gírgola de faig o gamarús(Meripilus giganteus), que sol ser de mida més gran, de carn i porus que ennegreixen al frec i porus més fins.
S'hi pot assemblar el crespell de castanyer (Grifola frondosa) però els barrets no són zonats i no creix sobre coníferes.

## Usos
Bolet comestible, apreciat només de jove.